# La Lettre (film, 1999)
Pour les articles homonymes, voir La Lettre.
Pour plus de détails, voir Fiche technique et Distribution.
La Lettre (portugais : A Carta) est un film franco-hispano-portugais réalisé par Manoel de Oliveira, sorti en 1999.

## Synopsis
Cette adaptation du roman La Princesse de Clèves parle de l'amour contrarié de Catherine de Chartres qui, après une déception amoureuse, décide d'épouser un médecin très réputé, Jacques de Clèves, sans éprouver pour lui aucun amour. À la suite de cela, elle tombe amoureuse d'un chanteur à la mode, Pedro Abrunhosa. Avant son décès, la mère de Catherine essaie de la séparer de l'homme pour lequel elle est passionnée. À la mort de sa mère, elle se retrouve alors tiraillée entre le désir d'être avec ce chanteur et la volonté d'être fidèle à son mari. Une amie religieuse auprès de laquelle elle se confie tente de l'aider afin de faire la part des choses.

## Fiche technique
- Titre : La Lettre
- Titre portugais : A Carta
- Réalisation : Manoel de Oliveira
- Scénario : Manoel de Oliveira d'après La Princesse de Clèves de Madame de La Fayette
- Traduction française : Jacques Parsi
- Producteur : Paulo Branco
- Photographie : Emmanuel Machuel
- Montage : Valérie Loiseleux
- Décors : Ana Vaz da Silva et Ann Chakraverty
- Costumes : Judy Shrewsbury
- Pays d'origine :  Portugal |  France |  Espagne
- Format : couleurs
- Genre : drame
- Durée : 107 minutes
- Date de sortie : 1999

## Distribution
- Chiara Mastroianni : Catherine de Clèves
- Pedro Abrunhosa : Pedro Abrunhosa (Le duc de Nemours)
- Antoine Chappey : Louis de Clèves
- Leonor Silveira : la religieuse
- Françoise Fabian : Mme de Chartres
- Maria João Pires : Maria João Pires
- Anny Romand : Mme da Silva
- Luís Miguel Cintra : M. da Silva
- Stanislas Merhar : M. de Guise
- Claude Lévèque : le médecin de Mme de Chartres

## Distinctions
- Prix du jury au Festival de Cannes 1999